# Coniopteryx morenoae
Coniopteryx morenoae är en insektsart som beskrevs av Monserrat 1998. Coniopteryx morenoae ingår i släktet Coniopteryx och familjen vaxsländor. Inga underarter finns listade i Catalogue of Life.